# Печеть
Печеть — река в России, протекает в Дальнеконстантиновском районе Нижегородской области. Устье реки расположено в 31 км по левому берегу реки Озёрки. Длина реки составляет 27 км, площадь водосборного бассейна 98 км².
Исток реки у села Суроватиха. Река течёт на северо-восток, протекает деревни Борцово, Сарадон, Гремячая Поляна, Малая Поляна, Курилово, Камаиха. На реке несколько плотин с запрудами. Впадает в Озёрку у деревни Кужутки.

## Данные водного реестра
По данным государственного водного реестра России относится к Верхневолжскому бассейновому округу, водохозяйственный участок реки — Волга от устья реки Ока до Чебоксарского гидроузла (Чебоксарское водохранилище), без рек Сура и Ветлуга, речной подбассейн реки — Волга от впадения Оки до Куйбышевского водохранилища (без бассейна Суры). Речной бассейн реки — (Верхняя) Волга до Куйбышевского водохранилища (без бассейна Оки).
Код объекта в государственном водном реестре — 08010400312110000034356.